# Vermoeden van Mertens
In de wiskunde is het vermoeden van Mertens een bewering over het asymptotisch gedrag van de mertensfunctie. Het vermoeden is genoemd naar Franz Mertens, die in 1897 zijn vermoeden uitsprak. In 1985 werd dit vermoeden echter weerlegd. Als het vermoeden van Mertens waar zou zijn geweest, zou daarmee ook de riemann-hypothese zijn bewezen.

## Definitie
In de getaltheorie is de mertensfunctie gedefinieerd als
{\displaystyle M(n)=\sum _{1\leq k\leq n}\mu (k)}
waarin μ(k) de möbiusfunctie is. Het vermoeden van Mertens luidt dat voor alle {\displaystyle n>1} geldt dat
{\displaystyle \left|M(n)\right|<{\sqrt {n}}}

## Weerlegging
In 1985 weerlegden Andrew Odlyzko en Herman te Riele het vermoeden van Mertens. Later werd aangetoond dat het kleinste argument voor een tegenvoorbeeld kleiner moet zijn dan {\displaystyle \exp(3{,}21\times 10^{64})} (Pintz 1987), maar groter dan {\displaystyle 10^{14}} (Kotnik en Van de Lune 2004). De bovengrens is inmiddels verlaagd tot {\displaystyle \exp(1{,}59\times 10^{40})} (Kotnik en Te Riele 2006), maar er is nog geen expliciet tegenvoorbeeld bekend.
Stieltjes beweerde in 1885 een zwakker resultaat te 
hebben bewezen, namelijk dat {\displaystyle M(n)/{\sqrt {n}}} begrensd was, maar hij publiceerde dit bewijs niet. Hoewel de begrensdheidsclaim van Stieltjes in het artikel uit 1985 nog als "zeer onwaarschijnlijk" werd betiteld, is deze hypothese nog niet weerlegd.
Als de möbiusfunctie {\displaystyle \mu } wordt vervangen door een willekeurige rij van 1'en en −1'en, volgt uit de wet van de iteratieve logaritmen dat de orde van groei van de partiële sommen van de eerste {\displaystyle n} termen (met kans 1) ongeveer gelijk is aan {\displaystyle {\sqrt {n\log \log n}}}, hetgeen suggereert dat de orde van de toename van {\displaystyle M(n)/{\sqrt {n}}} ergens rond {\displaystyle {\sqrt {\log \log n}}} zou kunnen liggen.
De werkelijke orde van groei zou iets kleiner kunnen zijn, zoals vermoedt door Steve Gonek in de vroege jaren 1990, namelijk {\displaystyle (\log {\log {\log {n}}})^{5/4}}. Dit werd in 2004 gedeeld door Ng, gebaseerd op een heuristisch argument.

## Verband met de riemann-hypothese
Het verband met de riemann-hypothese is gebaseerd op de dirichletreeks
voor de reciproke van de riemann-zèta-functie:
{\displaystyle {\frac {1}{\zeta (s)}}=\sum _{n=1}^{\infty }{\frac {\mu (n)}{n^{s}}}},
die geldig is in het gebied {\displaystyle \Re (s)>1}.
Dit kan herschreven worden als een Stieltjes-integraal
{\displaystyle {\frac {1}{\zeta (s)}}=\int _{0}^{\infty }x^{-s}\,{\rm {d}}M(x)},
waaruit na partiële integratie de reciproke van de zètafunctie ontstaat
als een mellin-transformatie
{\displaystyle {\frac {1}{s\zeta (s)}}=\left\{{\mathcal {M}}M\right\}(-s)=\int _{0}^{\infty }x^{-s-1}M(x)\,{\rm {d}}x}
Terugtransformeren geeft {\displaystyle M} uitgedrukt in termen van {\displaystyle 1/\zeta }
{\displaystyle M(x)={\frac {1}{2\pi i}}\int _{\sigma -i\infty }^{\sigma +i\infty }{\frac {x^{s}}{s\zeta (s)}}\,{\rm {d}}s}
geldig voor {\displaystyle 1<\sigma <2}, en voor {\displaystyle 1/2<\sigma <2} onder de riemann-hypothese.
Hieruit volgt dat de mellin-transformatieintegraal moet convergeren, en dat {\displaystyle M(x)} van de orde {\displaystyle O(x^{e})} moet zijn voor elke exponent {\displaystyle e>1/2}.
Dit impliceert dat 
{\displaystyle M(x)=O(x^{{\frac {1}{2}}+\varepsilon })}
voor elke {\displaystyle \epsilon >0} equivalent is aan de riemann-hypothese, die daarom een gevolg zou zijn van het sterkere vermoeden van Mertens. Ook volgt uit de hypothese van Stieltjes dat
{\displaystyle M(x)=O(x^{1/2})}